# Manuel Stocker
Manuel Stocker (* 17. Juni 1991) ist ein ehemaliger Schweizer Radrennfahrer.
Stocker fuhr 2013 beim Schweizer Continental Team Atlas Personal-Jakroo und 2015 beim Luxemburgischen Continental Team Differdange-Losch. Im November 2015 gewann Stocker eine Etappe der Tour du Faso als Solosieger mit 51 Sekunden Vorsprung auf die nächsten Verfolger und wurde einmal Etappenzweiter. Ende 2015 beendete Manuel Stocker seine Karriere.

## Erfolge
2015
- eine Etappe Tour du Faso

## Teams
- 2013 Atlas Personal-Jakroo
- 2015 Team Differdange-Losch